# Hong Kong Open 1981
L'Hong Kong Open 1981 è stato un torneo di tennis giocato sul cemento. È stata l'8ª edizione dell'Hong Kong Open che fa del Volvo Grand Prix 1981 e del WTA Tour 1981. Si è giocato a Hong Kong dal 2 all'8 novembre 1981.

## Campioni

### Singolare maschile
Van Winitsky ha battuto in finale  Mark Edmondson con il punteggio di 6–4, 6–7, 6–4

### Doppio maschile
Chris Dunk /  Chris Mayotte hanno battuto in finale  Marty Davis /  Brad Drewett con il punteggio di 6–4, 7–6

### Singolare femminile
Wendy Turnbull ha battuto in finale  Sabina Simmonds con il punteggio di 6–3, 6–4

### Doppio femminile
Ann Kiyomura /  Sharon Walsh hanno battuto in finale  Anne Hobbs /  Susan Leo con il punteggio di 6–3, 6–4